# Sheer Heart Attack (canção)
"Sheer Heart Attack" é uma canção da banda britânica de rock Queen, do seu álbum de 1977 News of the World. Foi lançada como lado B do single "Spread Your Wings" em fevereiro de 1978. Escrita pelo baterista Roger Taylor, é uma das canções mais pesadas da banda.

## História
"Sheer Heart Attack" começou a ser escrita por Roger em meados de 1974, durante as sessões do álbum Sheer Heart Attack. Porém, não completada a tempo, a faixa foi guardada. Com a ascensão do movimento punk em 1976, Taylor sentiu-se fortemente influenciado pelo punk rock, fato que fez a canção conter muita influência do gênero, embora sua autoria tenha se iniciado antes do movimento ganhar força.
Na época, admirador confesso da música do Sex Pistols, a letra de Roger contém várias interpretações. Uma delas é que seja uma revolta de um adolescente ou um uso de ácido sem resultados positivos. No instrumental, há muitas frases de guitarra distorcidas.
Tocada nos shows do Queen por muitos anos, "Sheer Heart Attack" é encontrada em coletâneas da banda, como Queen Rocks e em versões ao vivo, no Live Killers, Queen on Fire – Live at the Bowl e Queen Rock Montreal.

## Videoclipe
Em 2011, o baterista Roger Taylor, juntamente com Brian May lançaram um concurso para internautas produzirem clipes para "Sheer Heart Attack". O diretor de vídeo David Mallet também fez parte do júri. O clipe vencedor ganharia um prêmio de 1500 dólares e vários álbuns da banda.
O clipe vencedor foi produzido por Luke Leslie, e divulgado pelo Queen.

## Ficha técnica
- Roger Taylor – bateria, vocais, guitarra, composição
- Freddie Mercury – vocais
- Brian May – guitarra
- John Deacon – baixo